# Dicranomyia hostica
Dicranomyia hostica är en tvåvingeart som först beskrevs av Alexander 1938.  Dicranomyia hostica ingår i släktet Dicranomyia och familjen småharkrankar. Inga underarter finns listade i Catalogue of Life.